# Duy Hậu
Duy Hậu là cựu nam diễn viên người Việt Nam. Ông nổi tiếng qua các vai phản diện trên sân khấu như Sharik trong vở Trái tim chó, trên truyền hình như ông Đại trong Sóng ở đáy sông, Trịnh Bá Hàm trong Đất và người. Ông từng tặng danh hiệu Nghệ sĩ ưu tú.

## Tiểu sử
Duy Hậu sinh ngày 23 tháng 7 năm 1951, tại Hà Nội. Ông kết hôn vào năm 1982 và có một con trai sinh năm 1984. Kết hôn được 5 năm, đến năm 1987 thì vợ ông xuất khẩu lao động sang Đức và định cư cùng con trai, còn bản thân ông không muốn thay đổi môi trường sống nên ở lại.

## Sự nghiệp
Năm 1968, sau khi học hết phổ thông trung học, Duy Hậu nhập ngũ và vào chiến trường Quảng Trị bốn năm làm lính giao thông vận tải; vốn yêu thích văn nghệ nên ông được thuyên chuyển vào đội tuyên - văn của binh trạm. Năm 1972, ông về đoàn kịch của Tổng Cục hậu cần cho đến năm 1982, khi ông chuyển về Nhà hát Tuổi trẻ. Năm 1983, ông tham gia vào bộ phim đầu tiên của Đài Truyền hình Trung ương (nay là Đài Truyền hình Việt Nam) có tựa đề Người thành phố cùng Quốc Trị, Quế Hằng. Năm 1989, đạo diễn Lê Hùng tốt nghiệp ở Nga về, khởi dựng vở “Trái tim chó” và chọn Duy Hậu đảm nhận vai phản diện Sharik. Năm 2000, ông đóng vai ông Đại trong "Sóng ở đáy sông" và được khán giả biết đến, năm 2001, ông tiếp tục thành công khi vào vai phản diện Trịnh Bá Hàm trong "Đất và người", Duy Hậu trở thành một trong những diễn viên bị ghét nhất vì các vai phản diện mà ông đóng.
Sau một tai nạn giao thông khiến chấn thương sọ não và mắc bệnh thận phải phẫu thuật, sức khỏe của ông bị giảm sút và dần không còn tham gia đóng phim nữa.

## Tác phẩm

### Kịch
- Rừng trúc -

- Trái tim chó - Sharik

- Ngoại phạm -

- Vũ Như Tô - Huy chương bạc cá nhân[6]

### Phim
| Năm  | Tựa phim                   | Vai diễn              | Đạo diễn                                         | Kênh | Định dạng            | Nguồn |
| ---- | -------------------------- | --------------------- | ------------------------------------------------ | ---- | -------------------- | ----- |
| 1988 | Hoang tưởng                | (lồng tiếng)          | Nguyễn Anh Thái - Văn Xuân                       |      | Điện ảnh             |       |
| 1988 | Ngày về                    | Cán bộ phòng lao động | Tự Huy                                           |      | Điện ảnh             |       |
| 1995 | Những người sống bên tôi   | Chủ quán phở (chồng)  | Đặng Tất Bình                                    | VTV1 | Phim ngắn tập        |       |
| 1996 | Những cuộc tìm kiếm        | Hùng                  | Đặng Tất Bình                                    | VTV1 | Điện ảnh truyền hình |       |
| 1996 | Lúa thì con gái            | Tuyền                 | Vi Hòa                                           | VTV1 | Điện ảnh truyền hình |       |
| 1996 | Ngọt ngào và man trá       |                       | Nguyễn Hữu Phần                                  | VTV3 | Phim ngắn tập        |       |
| 1997 | Chiều không nhạt nắng      | Thầy Ngạn             | Trần Lực                                         | H1   | Điện ảnh truyền hình |       |
| 1997 | Những ngày xa mẹ           | Hoát                  | Đặng Phi                                         | VTV3 | Điện ảnh truyền hình |       |
| 1999 | Người thổi tù và hàng tổng | Cụ Tân                | Phi Tiến Sơn                                     | VTV3 | Phim ngắn tập        |       |
| 1999 | Ranh giới mong manh        |                       | Vũ Minh Trí                                      | VTV3 | Điện ảnh truyền hình |       |
| 1999 | Nhịp tim lầm lạc           | Ông Tích Đức          | Lê Đức Tiến                                      | VTV3 | Điện ảnh truyền hình |       |
| 2000 | Công dân vàng              |                       | Đặng Tất Bình                                    | VTV1 | Điện ảnh truyền hình |       |
| 2000 | Công ty co dãn mênh mông   |                       | Đỗ Minh Tuấn                                     | VTV3 | Điện ảnh truyền hình |       |
| 2000 | Sóng ở đáy sông            | Ông Đại               | Lê Đức Tiến                                      | H1   | Phim ngắn tập        |       |
| 2000 | Bí mật hồ hang rắn         | Ông Thỳn              | Nguyễn Khải Hưng                                 | VTV3 | Cảnh sát hình sự     |       |
| 2000 | Đồng quê xào xạc           |                       | Đặng Tất Bình - Phi Tiến Sơn                     | VTV3 | Phim ngắn tập        |       |
| 2000 | Cuốc xe đêm                | Ông già               | Bùi Thạc Chuyên                                  |      | Phim ngắn            |       |
| 2000 | Vết sẹo                    | Bố Hải                | Thương Tín                                       | VTV3 | Điện ảnh truyền hình |       |
| 2001 | Tivi về làng               |                       | Đặng Tất Bình                                    | VTV1 | Điện ảnh truyền hình |       |
| 2001 | Cha con ông giám đốc       |                       | Nguyễn Quang                                     | H1   | Điện ảnh truyền hình |       |
| 2001 | Chiều tàn thu muộn         | Ông Tân               | Phạm Thanh Phong - Vũ Trường Khoa                | VTV1 | Phim ngắn tập        |       |
| 2001 | Nguyên tắc là nguyên tắc   |                       |                                                  | VTV3 | Điện ảnh truyền hình |       |
| 2001 | Chuyện công ty Thu Vào     |                       | Lê Đức Tiến                                      | VTV3 | Điện ảnh truyền hình |       |
| 2002 | Những ngọn nến trong đêm   | Ông Phát              | Đỗ Đức Thành - Vũ Hồng Sơn                       | VTV3 | Phim dài tập         |       |
| 2002 | Đất và người               | Hàm                   | Nguyễn Hữu Phần - Phạm Thanh Phong               | VTV1 | Phim dài tập         |       |
| 2002 | Hà Nội 12 ngày đêm         | Nguyễn Bình           | Bùi Đình Hạc                                     |      | Điện ảnh             |       |
| 2003 | Miếu làng                  | Ông Lý Bân            | Nguyễn Anh Thái                                  | H1   | Điện ảnh truyền hình |       |
| 2005 | Chuyện phố phường          | Ông Vân               | Nguyễn Danh Dũng - Phạm Thanh Phong              | VTV1 | Phim dài tập         |       |
| 2005 | Vượt qua thử thách         | Ông Thép              | Phi Tiến Sơn - Nguyễn Hữu Luyện - Trịnh Lê Phong | VTV3 | Phim dài tập         |       |
| 2024 | Sao Kim bắn tim sao Hỏa    | Ông Hòa               | Bùi Quốc Việt                                    | VTV3 |                      |       |